# Hylomyscus denniae
Hylomyscus denniae es una especie de roedor de la familia Muridae.

## Distribución geográfica
Se encuentra en Angola, Burundi, República Democrática del Congo, Kenia, Ruanda, Tanzania, Uganda, Zambia, y, posiblemente, Malaui.

## Hábitat
Su hábitat natural es: clima tropical o subtropical, montañas húmedas.